# Lê Nhân Tông
Lê Nhân Tông (1441–1459) de son nom de naissance 黎仁宗 ou Bang Co, est un empereur d'Annam qui régna de 1453, date à laquelle il monta sur le trône alors âgé de douze ans, et ce, jusqu'à sa mort en 1460 à l'âge de 18 ans lorsqu'il fut tué lors du coup d'État perpétré par son frère ainé.
Il était le petit-fils de Lê Thái Tổ, l'Empereur héros national, et le fils de Lê Thái Tông. Durant son court règne, le pouvoir fut exercé en régence par sa mère, Nguyen Thi Anh, et ce fut une période près de vingt années plutôt pacifique et prospère pour le Vietnam.

## Histoire

### Accession au trône de Lê Nhân Tông
À la suite de la mort soudaine de son père Lê Thái Tông, son héritier était un enfant nommé Bang Co, sa mère était Anh. Il était le second fils de son père, en effet, l'ainé Lê Nghi Dân n'ayant pas été retenu dans la succession au trône car sa mère était d'une condition sociale trop modeste.

### Le rôle de sa mère Nguyen Thi Anh
Le gouvernement était sous le contrôle de Trinh Kha. Trịnh Khả était un aide de camp et un ami de longue date, conseiller de Lê Lợi. En 1442, il était le premier parmi les survivants les plus proches de Lê Lợi, les autres avaient été tués ou de second rang. Malgré les dangers que représentait la présence d'un enfant sur le trône, le gouvernement paraissait bien fonctionner sans problème sérieux. la mère du roi, Anh avait environ 21 ans quand son fils devint Empereur, avec le temps ce fut elle qui assuma le pouvoir au gouvernement.
Les 17 années qui suivirent furent bonnes pour le Vietnam. Cependant quelques conflits refirent surface entre les savants du Confucianisme et les nobles, mais ce fut une période plutôt pacifique et prospère.

### le conflit avec le Royaume Champa
Le roi du Champa, Maha Vijaya, fit un raid sur Hoa-chau en 1444 et 1445. La Cour d'Annam envoya des messages à l'Empereur Zhengtong de la Dynastie Ming protestant sur ces raids. Les Ming ne réagir pas en dehors d'alerter le Champa, mais en 1446 les Vietnamiens envoyèrent une armée sous le commandement de Le-kha et Le-tho pour pénétrer sur le territoire Cham. La campagne fut victorieuse, avec la capture de la Capitale Cham Vijaya. "Maha Vijaya fut fait prisonnier avec ses femmes et concubines, éléphants, chevaux, et armes.":115
Les Vietnamiens furent expulsés un an après. Cependant, il n'y eut plus de raids des Cham par les vingt années qui suivirent.
En 1451, pour des raisons obscures, Anh ordonna l'exécution de Trinh Kha et de son fils ainé. Deux ans après, Trịnh Khả fut officiellement pardonné en même temps que plusieurs autres proches conseillers de Le Loi qui avait été tués (comme Lê Sát). Le pardon intervint en même temps que l'ascension officielle vers le pouvoir de Lê Nhân Tông, bien qu'il ait eu seulement 12 ans à cette période.
On ne sait pas pourquoi un garçon de 12 ans a reçu le pouvoir de gouverner depuis l'ancienne coutume qui prescrivait que le pouvoir ne pouvait être attribué en-dessous de 16 ans. Cela a dû être fait pour écarter l'Empereur Nguyen Thi Anh du pouvoir, mais si c'était la raison, cela échoua, la mère du garçon contrôlait encore le gouvernement jusqu'au coup d'État de 1459.

### Les intrigues et la fin
En 1459, le frère plus âgé de Lê Nhân Tông, Nghi Dân, complota avec un groupe de fonctionnaires du gouvernement pour tuer l'Empereur. Le 28 octobre, le comploteurs avec quelque 100 personnes indolentes pénétrèrent dans le palais impérial et tuèrent l'Empereur (il avait juste 18 ans). Le jour suivant devant affronter quelques exécutions, sa mère, Anh, fut tuée par un serviteur loyal.
En fait, cette période de presque 20 ans fut essentiellement gouvernée par une femme. Plus tard, les histoires vietnamiennes présentent deux différentes images de cette période, une version historique indique que ce fut une période de gouvernement de compassion et d'harmonie à la Cour et une Paix idyllique. Une autre version donne une image de chaos et montre qu'une femme qui gouverne l’État n'était pas naturel comme "une poule couronnée". Les bons conseillers comme Trinh Kha furent écartés de leur charges et d'autres moins habiles furent promus et amenèrent oppressions et calamités au Vietnam.
Nghi Dân ne profitera pas longtemps de son pouvoir, il fut dépossédé du pouvoir et tué en réaction neuf mois après. L'Empereur suivant fut le dernier fils de Le Thai Tong: Lê Thánh Tông, peut-être le plus grand Empereur de l'histoire du Vietnam.